# Conotrachelus naso
Conotrachelus naso – gatunek chrząszcza z rodziny ryjkowcowatych.

## Zasięg występowania
Występuje we wschodniej części USA od Connecticut i Minnesoty na płn. po Florydę i Teksas na południu.

## Budowa ciał
Osiąga 4,8–6,6 mm długości ciała.

## Biologia i ekologia
Aktywny od kwietnia do października. Żeruje w owocach głogu oraz żołędziach dębów.